# Francisco Ayala

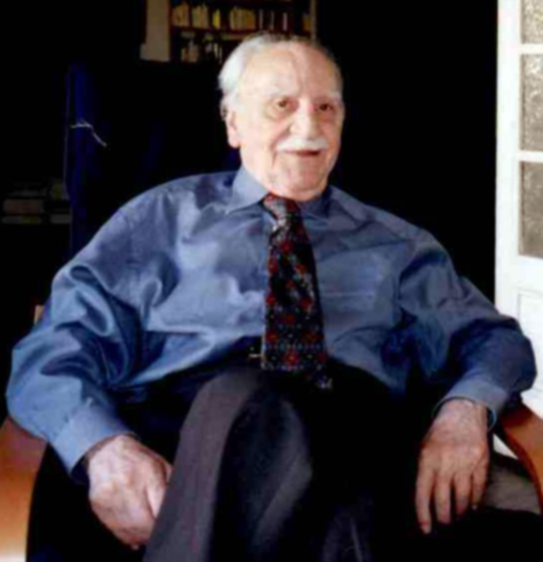
Francisco Ayala

Francisco Ayala García-Duarte (* 16. März 1906 in Granada, Spanien; † 3. November 2009 in Madrid) war ein spanischer Schriftsteller und Soziologe. 
Ayala stammte aus einer wohlhabenden Familie. Sein Vater war der Anwalt Francisco Ayala Arroyo (* 28. April 1878) und seine Mutter die María de la Luz García-Duarte González (* 1877). Der Großvater mütterlicherseits war der Mediziner und Hochschullehrer Eduardo García Duarte (1830–1905). 
Er wuchs zunächst in Granada, später in Madrid auf, wo er Jura, Philosophie und Literaturwissenschaft studierte. 1925 erschien sein erster Roman Tragikomödie eines geistlosen Mannes. Er wurde Mitarbeiter der Zeitschrift Revista de Occidente, die von José Ortega y Gasset herausgegeben wurde. Von 1929 bis 1931 lebte er in Berlin. In den 1930er Jahren arbeitete er als Anwalt für die republikanische Regierung Spaniens. 
Während der sich abzeichnenden Niederlage der Republikaner im Spanischen Bürgerkrieg ging er 1939 ins Exil, zunächst nach Lateinamerika (Stationen Argentinien, Puerto Rico), schließlich in die USA. Dort war er als Universitätsprofessor für Literatur und Soziologie, als Journalist und Übersetzer literarischer Werke (u. a. Thomas Mann, Rainer Maria Rilke) tätig. Nach dem Tod Francos kehrte Ayala 1976 nach Spanien zurück. 
Zentrales Thema seines literarischen Schaffens ist die Frage moralischer Verstrickung in politischen Ämtern, mit dem er seine Erfahrungen während des Spanischen Bürgerkriegs verarbeitete. Dennoch zeichnet sich sein erzählerisches Schaffen primär durch literarische Qualität aus, ohne vordergründig politisch zu wirken. Daneben schrieb er Essays über politische, soziale und literarische Themen.

## Auszeichnungen
- Mitglied in der Königlichen Spanischen Akademie (Real Academia Española) (1984)
- Spanischer Nationalpreis für Literatur (1988)
- Cervantespreis (1991)
- Prinz-von-Asturien-Preis (1998)

## Werke (auf Deutsch)
- Spanien heute (= España a la fecha, 1965). Luchterhand (Soziologische Essays), Neuwied 1966
- Der Kopf des Lammes. Erzählungen (Originalausgabe). Manesse, Zürich 2003, ISBN 3-7175-2028-8
- Wie Hunde sterben. Roman (= Muertes de perro, 1958). Manesse, Zürich 2006, ISBN 3-7175-2096-2